# 千城村
千城村（ちしろむら）とは、千葉県千葉郡にかつて存在した村である。現在の千葉市中央区の東部、若葉区の中西部に位置している。
役場は現在の若葉区大宮町に置かれ、その周辺の千葉千城郵便局、千城小学校や千葉市に編入後に建設された千城台団地にその名をとどめる。

## 沿革
- 1889年（明治22年）4月1日 - 町村制施行により、大宮村、小倉村、大草村、金親村、坂月村、川戸村、仁戸名村、星久喜村が合併し千葉郡千城村が発足。村名は、村域に「城」の字がついた字（あざ）名が多かったことによるもの[1]。
- 1938年（昭和13年）12月3日 - 傷痍軍人千葉療養所が開所[2]。
- 1944年（昭和19年）2月11日 - 千葉市に編入。同日千城村廃止。
- 1992年（平成4年）4月1日 - 千葉市の政令指定都市移行に伴い、旧村域のうち、川戸町、仁戸名町、星久喜町は中央区、残部は若葉区の一部となる。

## 教育
- 千城国民学校（現・千葉市立千城小学校）
  - 金親分教場・坂月分教場（現・千葉市立坂月小学校）

## 交通

### 鉄道
現在は千葉都市モノレール2号線が村域内を通り、小倉台駅、千城台北駅、千城台駅が存在するが、千城村が存在した時期には開通していなかった。

### 道路
- 東金街道
- 大網街道